# Stéphane Rosse
Pour les articles homonymes, voir Rosse.
Ne doit pas être confondu avec Stéphane Rose.
Stéphane Rosse, né le 6 octobre 1962 à Dreux (Eure-et-Loir) et mort le 5 mars 2024 à Sipoo, Finlande,,, est un dessinateur de bande dessinée français.

## Biographie
Son père travaillait à l'usine Renault[Laquelle ?] et sa mère était, entre autres, nounou. À l'âge de seize ans, Stéphane Rosse à suivi une formation de graphiste pour la publicité, la presse et l'édition durant trois années au lycée des arts graphiques Corvisart (devenu le lycée Corvisart Tolbiac) de 1978 à 1981. Il  réalise ses premiers dessins animés en 1978 pour le magazine Le Havane Primesautier, magazine auto-édité publié par Charlie Schlingo. Ce magazine  attire l'attention des milieux français de la bande dessinée et bientôt le magazine Métal hurlant contacte Rosse. 
Il devient collaborateur régulier du mensuel Métal hurlant dans les années 1980, où ses travaux provoquent des réactions partagées, Stéphane Rosse est proche de Charlie Schlingo et de la bande du professeur Choron.
Rosse et Schlingo ont créé la bande dessinée Les Aventures de Grugru et Fatafata pour Métal hurlant et ont également collaboré aux bandes dessinées Zoulou , L'Écho des Savanes et Hara-Kiri . 
Au milieu des années 1980, Rosse réalise des illustrations pour de nombreux grands magazines, tels que Elle , Playboy et Vanity Fair .
Installé en Finlande à partir de 1993, il y travaille comme illustrateur, et dessine à partir de 1996 sur des textes de Teppo Sillantaus (fi) et Mikael Gylling la série humoristique absurde Naisen Kanssa, publiée dans Nyt, un supplément hebdomadaire au quotidien Helsingin Sanomat. 
Le supplément Nyt du journal mensuel d'Helsingin Sanomat, fondé en 1995 ayant créé un scénario de bande dessinée prêt pour celui-ci, Stéphane Rosse a été invité à être illustrateur.  Teppo Sillantaus et Mikael Gylling avaient vu les dessins de Rosse dans Helsingin Sanomat et lui avaient suggéré un nouveau dessin animé " Avec des femmes ".  Le dessin animé est devenu populaire et est devenue son œuvre principale pendant 13 ans. Environ 90 000 livres publiés à partir de ce dessin animé ont été vendus.
La carrière de dessinateur de Rosse s'est poursuivie en grande partie à l'étranger, bien qu'il vive toujours en Finlande. Il dessine des caricatures pour de nombreux éditeurs étrangers

## Albums publiés
Stéphane Rosse est le dessinateur de ces albums, et son ou ses collaborateur(s) le(s) scénariste(s).

### En français
- N comme cornichon, avec Charlie Schlingo, Les Humanoïdes associés, coll. « Les Yeux de la tête », 1989.
- Onulf, le cybernéticien, Grosse Bittre et Cracra-Cracra, avec Charlie Schlingo, Les Requins Marteaux, 2001  (ISBN 2909590518).
- La Femme : Leçons de choses, avec Mikael Gylling et Teppo Sillantaus, Vent des savanes, 2008  (ISBN 9782226177391). Traduit du finnois par Kirsi Kinnunen.

### En finnois
- Naisen Kanssa, avec Mikael Gylling et Teppo Sillantaus, Nemo :
  - Naisen kanssa, 1998  (ISBN 9525180069).
  - Työkirja, 2001  (ISBN 9525180395).
  - Ymmällään naisen kanssa, 2002  (ISBN 9525180514).
  - Opas miehen ja naisen väliseen ylioppilaselämään, 2005  (ISBN 9525180921).
  - Nykyaikainen parisuhde värikuvina, WSOY, 2008  (ISBN 9789510345559).
  - Greatest Hits, W. Söderström, 2009  (ISBN 9789510354834).